# Rock in Rio IX
Rock in Rio IX foi a nona edição do festival realizada na Cidade do Rock, no Rio de Janeiro nos dias 2, 3, 4, 8, 9, 10 e 11 de setembro de 2022. Originalmente agendado para 24, 25, 26 e 30 de setembro e dias 1, 2, 3 de outubro de 2021, teve de ser adiado em um ano devido à pandemia de COVID-19.

## Line-up
- Artistas principais de cada noite e palco em negrito.[2]

| Palco Mundo                                                                         | Palco Sunset |
| Sexta-feira, 2 de setembro                                                          | Sexta-feira, 2 de setembro                                                                                                |
| ----------------------------------------------------------------------------------- | --- |
| - Iron Maiden - Dream Theater - Gojira - Sepultura + Orquestra Sinfônica Brasileira | - Bullet For My Valentine - Living Colour feat. Steve Vai - Metal Allegiance - Black Pantera convida Devotos              |
| Sábado, 3 de setembro                                                               | |
| - Post Malone - Marshmello - Jason Derulo - Alok                                    | - Racionais MC's - Criolo convida Mayra Andrade - Xamã convida Brô MCs - Papatinho + L7NNON convidam MC Hariel e MC Carol |
| Domingo, 4 de setembro                                                              | |
| - Justin Bieber - Demi Lovato - IZA - Jota Quest                                    | - Gilberto Gil - Emicida convida Drik Barbosa, Rael e Priscilla Alcantara - Luísa Sonza convida Marina Sena - Matuê       |
| Quinta-feira, 8 de setembro                                                         | |
| - Guns n' Roses - Måneskin - The Offspring - CPM 22                                 | - Jessie J - Corinne Bailey Rae - Gloria Groove - Duda Beat                                                               |
| Sexta-feira, 9 de setembro                                                          | |
| - Green Day - Fall Out Boy - Billy Idol - Capital Inicial                           | - Avril Lavigne - 1985: A Homenagem - Jão - Di Ferrero & Vitor Kley                                                       |
| Sábado, 10 de setembro                                                              | |
| - Coldplay - Camila Cabello - Bastille - Djavan                                     | - CeeLo Green - Maria Rita - Gilsons convidam Jorge Aragão - Bala Desejo                                                  |
| Domingo, 11 de setembro                                                             | |
| - Dua Lipa - Megan Thee Stallion - Rita Ora - Ivete Sangalo                         | - Ludmilla - Macy Gray - Power! Elza Vive, Um Show em Homenagem a Elza Soares - Liniker convida Luedji Luna               |

| New Dance Order | Espaço Favela                             | Rock District | Coke Studio                                 |
| Sexta-feira, 2 de setembro | Sexta-feira, 2 de setembro                | Sexta-feira, 2 de setembro | Sexta-feira, 2 de setembro                  |
| --- | ----------------------------------------- | --- | ------------------------------------------- |
| - Steve Bicknell - Renato Ratier vs. Diogo Accioly - Ananda - Victoria Engel - Binaryh - Flo Massé vs. Craig Ouar - Chang Rodrigues Live | - Gangrena Gasosa - Affront - Revengin    | - Oitão - Noturnall - Eminence - Sioux 66 - CIA. Nós da Dança - Eletrika - Rodrigo Sha                                           | - Johnny Hooker - FBC                       |
| Sábado, 3 de setembro |                                           | |                                             |
| - Chris Lorenzo - Bhaskar - Malifoo - Carola - Groove Delight - KVSH - Illusionize - Victor Lou - Almanac - Flux Zone                    | - PK Convida MC Don Juan - Bin - Azula    | - Wilson Sideral - Malvada - Rock Street Band - CIA. Nós da Dança - Eletrika - Rodrigo Sha                                       | - Gabily - Davi Kneip                       |
| Domingo, 4 de setembro |                                           | |                                             |
| - Lost Frequencies - Liu - Samhara - Sickick - Dubdogz - Cat Dealers - Gabe - Öwnboss - Maz                                              | - Funk Orquestra - Buchecha - Taylan      | - Fonk's Gang - Evandro Mesquita & The Fabulous Tab - Lucy Alves - Rock Street Band - CIA. Nós da Dança - Eletrika - Rodrigo Sha | - Leandro Buenno - Kynnie                   |
| Quinta-feira, 8 de setembro |                                           | |                                             |
| - Adriatique - Zac - Sarah Stenzel - Gui Boratto - Du Serena vs. Junior C - Leo Janeiro vs. Nepal - Marta Supernova - Nu Azeite Live     | - TH4I Convida Lia Clark - Drenna - Izrra | - Stormsons - Rodrigo Santos - Rock Street Band - CIA. Nós da Dança - Eletrika - Rodrigo Sha                                     | - Leandro Buenno - Kynnie                   |
| Sexta-feira, 9 de setembro |                                           | |                                             |
| - Neelix - Blazy - Paranormal Attack - Vegas - Rica Amaral - Aly & Fila - Antdot - Meca                                                  | - MD Chefe & DomLaike - Choice - Marvvila | - Badauí - Deia Cassali - The Lokomotiv - Rock Street Band - CIA. Nós da Dança - Eletrika - Rodrigo Sha                          | - Leandro Buenno - Kynnie                   |
| Sábado, 10 de setembro |                                           | |                                             |
| - Kaskade - JetLag - Curol - Gabriel Boni - Makj - The Fish House - Chemical Surf - Bruno Be vs. Fancy Inc - Alexiz BCX                  | - Ferrugem - Orochi - El Pavuna           | - All Stars Rock Band - Thiago Fragoso - Rock Street Band - CIA. Nós da Dança - Eletrika - Rodrigo Sha                           | - Ruby - WD                                 |
| Domingo, 11 de setembro |                                           | |                                             |
| - Anna - Eli Iwasa - Blond:ISH - Ella De Vuono - Anabel Englund - Aline Rocha - Mary Olivetti                                            | - Lexa - Azzy - Ella Fernandes            | - Di Ferrero - Rogério Flausino e Wilson Sideral cantam Cazuza - Rock Street Band - CIA. Nós da Dança - Eletrika - Rodrigo Sha   | - Grag Queen - Vitão - Danny Bond - Batekoo |

| Highway Stage                                   | Supernova | Rock Street Mediterrâneo                                                                        |
| Sexta-feira, 2 de setembro                      | Sexta-feira, 2 de setembro                                                                                                  | Sexta-feira, 2 de setembro                                                                      |
| ----------------------------------------------- | --- | ----------------------------------------------------------------------------------------------- |
| - Pedro Mahal + Buraco Blues - JP Bonfá - Betta | - Ratos de Porão - Matanza Ritual - Surra - Crypta                                                                          | - Terra Celta - Orquestra Mundana Refugi - Wallace Oliveira - Grupo Gesto - Referência em Artes |
| Sábado, 3 de setembro                           | |                                                                                                 |
| - Pedro Mahal + Buraco Blues - JP Bonfá - Betta | - Teto - MC Poze do Rodo convida Bielzin - Yunk Vino - Hiosaki - Ike                                                        | - Terra Celta - Orquestra Mundana Refugi - Wallace Oliveira - Grupo Gesto - Referência em Artes |
| Domingo, 4 de setembro                          | |                                                                                                 |
| - Pedro Mahal + Buraco Blues - JP Bonfá - Betta | - Lil Whind & convidados Doode, Omni, Reid e WIU - WC No Beat & convidados Felp22, Hyperanhas e MC TH - Cone Crew Diretoria | - Terra Celta - Orquestra Mundana Refugi - Wallace Oliveira - Grupo Gesto - Referência em Artes |
| Quinta-feira, 8 de setembro                     | |                                                                                                 |
| - Pedro Mahal + Buraco Blues - JP Bonfá - Betta | - Francisco, el Hombre - O Grilo - Scatolove - Cali                                                                         | - Terra Celta - Orquestra Mundana Refugi - Wallace Oliveira - Grupo Gesto - Referência em Artes |
| Sexta-feira, 9 de setembro                      | |                                                                                                 |
| - Pedro Mahal + Buraco Blues - JP Bonfá - Betta | - Supercombo - Castello Branco - Sebastianismos - Number Teddie                                                             | - Terra Celta - Orquestra Mundana Refugi - Wallace Oliveira - Grupo Gesto - Referência em Artes |
| Sábado, 10 de setembro                          | |                                                                                                 |
| - Pedro Mahal + Buraco Blues - JP Bonfá - Betta | - Jovem Dionisio - Daparte - João Napoli convida Ananda - Macacko                                                           | - Terra Celta - Orquestra Mundana Refugi - Wallace Oliveira - Grupo Gesto - Referência em Artes |
| Domingo, 11 de setembro                         | |                                                                                                 |
| - Pedro Mahal + Buraco Blues - JP Bonfá - Betta | - Priscilla Alcantara - Bianca - Mariah Nala - Muse Maya                                                                    | - Terra Celta - Orquestra Mundana Refugi - Wallace Oliveira - Grupo Gesto - Referência em Artes |

## Alterações
- A banda Megadeth se apresentaria no festival no dia 2 de setembro de 2022, porém decidiram cancelar sua participação para focar em sua turnê pelos Estados Unidos.[5][6]
- O grupo norte-americano Migos foi substituído pelo grupo brasileiro Jota Quest em 4 de setembro de 2022.[7]

## Impacto
A cidade do Rio de Janeiro recebeu quinhentos mil turistas na capital fluminense, segundo dados coletados pelo jornal Extra. O evento injetou um total de R$1.7 bilhão de reais na economia carioca, gerando 28 mil empregos diretos.